# スロットマスク

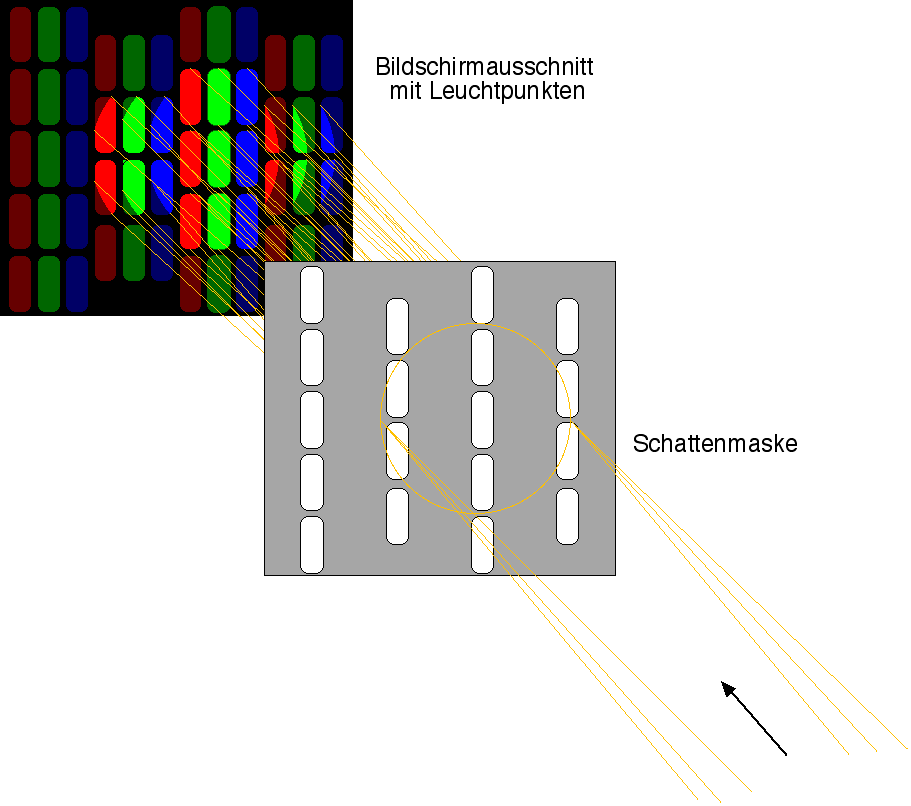
スロットマスク方式

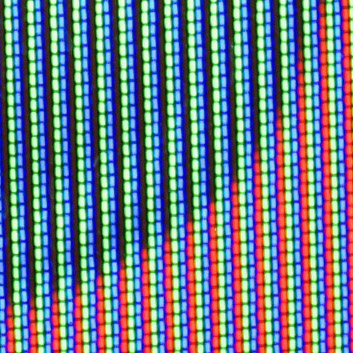
画面を拡大したもの

スロットマスクはCRTのディスプレイ及びテレビ受像機に使われている技術の一つであり、電子ビームをRGBすなわち赤、緑、青の各色に割り振るためのもの。長円形、または長方形の小穴を画素数分並べてある。3色分の画素を横方向に一列に並べたものを1ドットとし、各ドットは縦方向には一直線に、横方向には千鳥配列で並べられている。
シャドーマスクとアパーチャーグリルの中間的な方式である。シャドーマスクとの大きな違いは、シャドーマスクが3色の画素を3角形に並べているのに対してスロットマスクでは横一列に並べている点である。このため、アパーチャーグリルと同様ににじみが少なく、開口面積も大きくなり明るい画像を表示できる。一方アパーチャーグリルのような縦一列に開口する部分がなく、アパーチャーグリルの欠点であるダンパー線が必要ない。
アパーチャーグリル方式に比べ製造コストが安く、耐用年数が長いが、開口面積つまり輝度はアパーチャーグリルよりはやや劣る。また、ドットピッチはアパーチャーグリルと同程度であり、表示の精細度はシャドーマスクより劣る。
液晶パネルが普及して、CRTディスプレイはコンピュータ用の表示デバイスとしては主に業務用途での需要が中心となった現在、欠点が少ない反面精細度および色にじみ・明るさなどの性能が中間的なスロットマスク方式ディスプレイは急速に姿を消しつつある。
スロットマスクを用いたコンピュータ用CRTディスプレイとしては日本電気のクロマクリアが著名であるが、三菱電機のディスプレイ事業と合併時に三菱のダイヤモンドトロン方式に取って代わられ、合併解消した現在も製造していない。テレビ用としては、三洋電機などがスロットマスク方式でフラットタイプの製品の開発に成功し、製造していた。